# Torre d'Arese
Torre d'Arese (Tur d'Arés in dialetto pavese) è un comune italiano di 944 abitanti della provincia di Pavia in Lombardia. Si trova nel Pavese orientale, alla destra del Lambro meridionale, al confine con la provincia di Lodi.

## Storia
Già nell'812 si parla di un "Torre" proprio dove oggi è ubicato Torre d'Arese.
Nel XV secolo è detto Torre degli eredi di Giovanni Arese; era stato feudo dei Beccaria di Pavia, passando nel XV secolo all'antica famiglia milanese Arese, conti del vicino Castel Lambro (fraz. di Marzano), e nel 1676, per estinzione della linea maschile degli Arese, passò ai Visconti Borromeo Arese, da cui per eredità nel 1751 ai Litta Borromeo Arese. Faceva parte della Campagna Sottana pavese.
Tra il e il 1947 il comune fu soppresso e unito a Magherno.
Tra il 2004 e il 2009 è avvenuto un arricchimento di servizi fra cui l'apertura di una nuova scuola materna, un asilo nido, una farmacia, la riqualificazione e la messa in sicurezza della viabilità urbana, del verde pubblico e degli edifici comunali.

### Simboli
Lo stemma e il gonfalone sono stati concessi con DPR del 2 aprile 2001.

## Monumentie luoghi d'interesse
- Chiesa di San Martino Vescovo, costruita nel XVII secolo e consacrata il 26 giugno 1887.

## Società

### Evoluzione demografica
Abitanti censiti